# Dolce calda Lisa
Dolce calda Lisa è un film del 1980 diretto da Adriano Tagliavia con lo pseudonimo Adriano Cesari.

## Produzione
La versione in dvd edita dalla CG Home Video presenta inserti hardcore in cui i protagonisti sono controfigurati.

## Trama
Lisa, una 19enne molto sexy e attraente, è intrappolata in un matrimonio monotono e senza passione con un uomo molto più grande di lei, unione combinata da suo padre per garantirle un futuro con un marito posizionato.
Sessualmente insoddisfatta, anche a causa delle continue assenze per motivi lavorativi del maturo coniuge, cerca di rinfocolare in lui la passione acquistando ed indossando biancheria sexy.
Ma vista la perdurante indifferenza ed apatia sessuale 
di lui, finisce per tradirlo ripetutamente con un suo collega ingegnere, anch'egli molto avanti con gli anni, conosciuto durante una cena.
Non ancora paga, viene irretita in un bar equivoco dal bello e tenebroso Marco e dalle sue due amiche lesbiche.
Verrà introdotta in un labirinto di sesso e droga nella casa di un perverso nobile.
Alla fine, illusa e abbandonata da Marco, di cui si era innamorata e dal quale aspettava un figlio, fuggirà via da tutto e da tutti in treno, comunicando al marito la sua decisione di divorziare da un telefono pubblico, non avendo il coraggio di affrontarlo di persona.
Il finale aperto è suggerito dalla scena conclusiva dove lei telefona all'ormai ex-coniuge.

## Commento
Cronistoria, con taglio quasi da diario personale, di un matrimonio combinato fra una plebea e un agente assicuratore di almeno vent'anni più vecchio,che si sviluppa in un contesto mediocre a base di orgette con droga e disquisizioni filosofiche di serie Z. Cutini fa il cattivo tenebroso ma non ha il mordente abituale; si salvano la musica rap delle scene hard, le gare di motocross, i poster dei film contemporanei (Pannacciò, Milioni, Gotz) e soprattutto la biancheria intima, vero feticcio di questa mediocrità diffusa.
Bellissima Rocchi, la Bellucci degli anni 80; peccato reciti spesso in film scadenti. La sua carriera si interrompe alla fine degli anni 80. Un film deludente, infarinato da continui cambi di scena con inserti e scene piccanti. Un'opera grottesca, insufficiente, che non riesce a mettere in risalto la bellezza della Rocchi, decisamente sprecata in film così.